# ساکوراکو اوموتو
ساکوراکو اوموتو (انگلیسی: Sakurako Omoto؛ زادهٔ ۱۹ مارس ۱۹۹۸) بازیکن هاکی روی چمن زن اهل ژاپن است.